# Fruta del pan

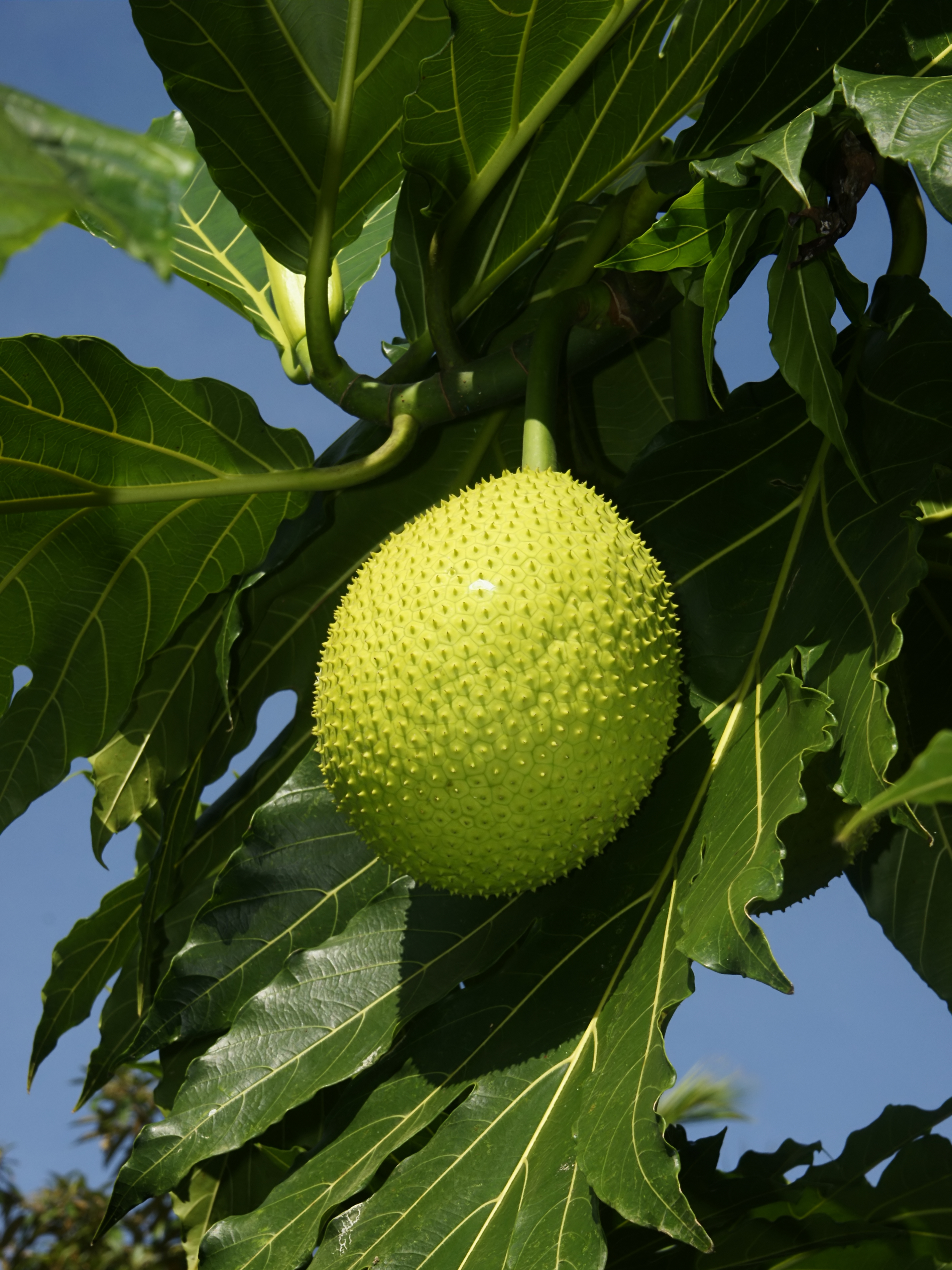
Hojas y fruto del árbol del pan.

La fruta del pan, mazapán, vijahoó, panapén o mapén, también conocido por su nombre científico (Artocarpus communis, Artocarpus incisa) es el fruto tropical que se obtiene del árbol del pan. El motivo por el cual se le conoce por ese nombre, es porque su pulpa tiene un aspecto similar al del pan.

## Historia

### Origen
Proviene de las islas del Pacífico y del sudeste asiático, específicamente en los países de Indonesia y Nueva Guinea, según literatura especializada. El árbol del pan ya aparece en la prehistoria en su forma de cultivo del campo en Polinesia, desde donde fue importado por viajeros al continente europeo.

### Viaje del Bounty
El navio Bounty de la corona británica  realizó un viaje a Tahití con el fin de introducir el  árbol del del pan en América. De esta manera, con su cultivo y la obtención de la fruta del pan se pretendía proporcionar un alimento barato y fácil de producir a las colonias de esclavos que allí residían y que trabajaban fundamentalmente en el cultivo de azúcar de caña.

## Descripción
La fruta de pan tiene una forma redonda u ovalada, dependiendo de la especie, y por lo general son de gran tamaño en comparación a otras frutas, ya que puede llegar a tener 30 centímetros de diámetro y un peso de entre 2 a 4 kilogramos. Su corteza es de color verde, y su textura es gruesa y rugosa, aunque puede variar a un color amarillo a medida que avanza su madurez.

## Propiedades nutricionales
Debido a su alta cantidad de agua e hidratos de carbono (en forma de almidón), además de las proteínas y lípidos que, aunque menos que las anteriores, se presentan en cantidades superiores a otros frutos, se considera una de las frutas carnosas más energéticas.
Posee minerales como: potasio, calcio, fósforo y hierro, y vitaminas como la C, la más abundante, y en menor medida las A, B, B1, B2 y B3.
| Propiedad               | Cantidad |
| ----------------------- | -------- |
| Energía (kcal)          | 94,00    |
| Proteínas (g)           | 1,47     |
| Grasa (g)               | 0,30     |
| Hidratos de carbono (g) | 24,01    |
| Colesterol (mg)         | 0,00     |
| Fibra (g)               | 1,60     |

## Consumo
Los frutos que no hayan madurado, caracterizados por su color verde, pueden prepararse cocidos, asados o tostados, mientras que los ya maduros pueden cortarse en rodajas y comerse crudos. Sin embargo, los frutos maduros pueden resultar insípidos, por lo que muchas veces son consumidos verdes. En Centroamérica lo llaman mazapán. En Puerto Rico, la fruta del pan se llama mapén, panapén o pana, para abreviar. La Pana o el mapén se sirve a menudo hervida con una mezcla de bacalao salteado (bacalao salado), aceite de oliva y cebolla. También se sirve como tostones o mofongo. Un postre popular también se hace con fruta de pan dulce y madura: flan de pana (flan de fruta de pan). En la República Dominicana, se llama buen pan, el cuál a menudo es también confundido con el "pan de fruta" por las similitudes que tiene con el buen pan. En Barbados, la fruta del pan se hierve con carne salada y se machaca con mantequilla para hacer coucou de fruta del pan. Por lo general, se come con platos picantes de carne. En Jamaica, la fruta del pan se hierve en sopas o se asa en la estufa, en el horno o en carbón de leña. Por lo general, se come con el plato nacional, ackee y pescado salado. La fruta madura se usa en ensaladas o se fríe como guarnición. En Ecuador, Costa Rica, Nicaragua, Panamá y otros países de Latinoamérica se consumen las semillas de frutos sobre-maduros encontrados en el suelo, de un fruto similar llamado fruta pan, sin embargo, es de la variedad Artocarpus camansi mientras que la fruta de pan es Artocarpus altilis la cual no posee semillas. Estas semillas se cuecen, se pelan y se consumen directamente o como "budín de pan", que es dulce. Estas semillas tienen un sabor parecido a las castañas. Por su parte, en el Oriente de Venezuela se lo conoce como "pan del año".